# Episodi de La costola di Adamo
L'unica stagione della serie televisiva La costola di Adamo (Adam's Rib) è stata trasmessa per la prima volta negli Stati Uniti d'America sulla ABC dal 14 settembre al 28 dicembre 1973.
| nº | Titolo originale          | Titolo italiano | Prima TV USA      | Prima TV Italia |
| -- | ------------------------- | --------------- | ----------------- | --------------- |
| 01 | Illegal Aid               |                 | 14 settembre 1973 |                 |
| 02 | Two Pairs of Pants        |                 | 21 settembre 1973 |                 |
| 03 | Danish Party              |                 | 28 settembre 1973 |                 |
| 04 | Separate Vacation         |                 | 5 ottobre 1973    |                 |
| 05 | The Unwritten Law: Part 1 |                 | 12 ottobre 1973   |                 |
| 06 | The Unwritten Law: Part 2 |                 | 19 ottobre 1973   |                 |
| 07 | Katey at the Bat          |                 | 26 ottobre 1973   |                 |
| 08 | Delilah                   |                 | 2 novembre 1973   |                 |
| 09 | For Richer, for Poorer    |                 | 9 novembre 1973   |                 |
| 10 | Murder                    |                 | 16 novembre 1973  |                 |
| 11 | Friend of the Family      |                 | 30 novembre 1973  |                 |
| 12 | The First Hurrah          |                 | 7 dicembre 1973   |                 |
| 13 | Too Many Cooks            |                 | 28 dicembre 1973  |                 |